# Triodontopyga montei
Triodontopyga montei är en tvåvingeart som beskrevs av Guimaraes 1983. Triodontopyga montei ingår i släktet Triodontopyga och familjen parasitflugor. Inga underarter finns listade i Catalogue of Life.